# Köln-Triathlon

Vor dem Start

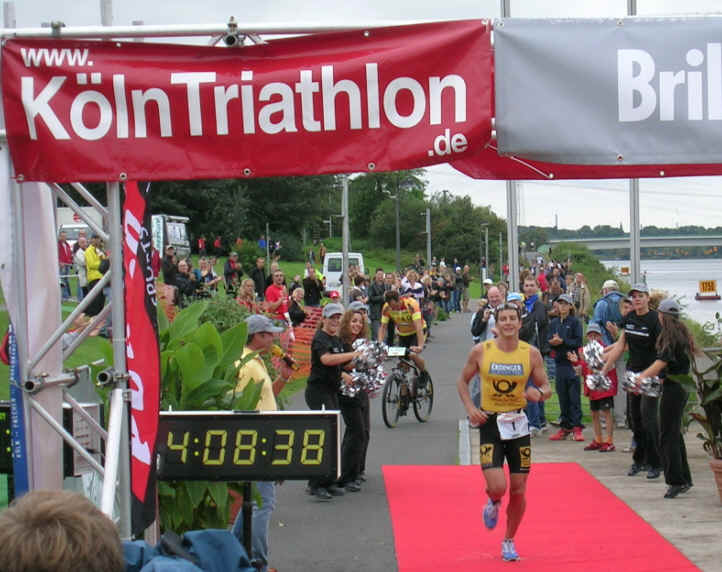
Lothar Leder beim Zieleinlauf des Köln-Triathlon 2006

Mit Köln-Triathlon wird eine lose Serie von Wettkampfveranstaltungen der Sportart Triathlon bezeichnet. Diese finden seit 1984 auf Kölner Stadtgebiet statt.

## Organisation
Startort und Veranstaltungszentrum war bis auf eine Ausnahme im Jahre 1986 immer die Ruderinsel im Fühlinger See, einem im Jahr 1978 fertiggestellten Naherholungsgebiet, das zum Kölner Stadtteil Seeberg gehört. Als Schwimmareal diente dabei die gut 2000 Meter lange Regattastrecke der Ruderer. Die Laufstrecken führten überwiegend um oder an der Seenplatte entlang, wohingegen für die Radstrecken die umliegenden Straßen und Wege, insbesondere die der Fühlinger Heide von den Teilnehmern befahren wurden. Nur in den Anfängen wurden Landkreise außerhalb von Köln durchquert.
In einigen wenigen Jahren gab es aus unterschiedlichen Gründen keine Veranstaltung. Ab dem Jahr 2007 wurde das Ziel der Hauptrennen in die Kölner Innenstadt verlegt. An den meisten Veranstaltungen waren Sportvereine aus Köln und Nordrhein-Westfalen beteiligt, insbesondere die Veranstalter wechselten häufig.
Mit über 4000 Startern gilt das „Cologne Triathlon Weekend“ als die zweitgrößte Triathlonveranstaltung Deutschlands. Lediglich beim Triathlon in Hamburg sind mit über 9000 Teilnehmern mehr Sportlern am Start.

## Geschichte

### 1984 bis 1999
1984

Ausschreibung 1984

Die Auftaktveranstaltung wurde federführend vom Koblenzer Günter Kissler ausgerichtet und organisiert. Dieser war gleichzeitig Mitgründer und Vorsitzender eines der beiden ersten deutschen Triathlon-Verbände, des Deutschen Triathlon-Bundes (DTrB). Der Verband fusionierte im Jahr darauf mit dem konkurrierenden Verband DTV zur bis heute bestehenden Deutschen Triathlon Union (DTU). Die verschiedenen Wettkämpfe fanden mit etwa 1500 Teilnehmern am 15. und 16. September statt. Hauptrennen war die vom Veranstalter ausgeschriebene 1. Triathlon-Europameisterschaft. Die dafür zur „Ultra-Distanz“ kombinierten Streckenlängen entsprachen von den reinen Angaben der Ausschreibung her der seit 1978 bekannten Ironman-Distanz über 3,8 km Schwimmen, 180 km Radfahren und 42,195 km Laufen. Die Radstrecke umfasste eine einzige Runde, welche nordwestlich von Köln gelegene Landkreise einbezog und bis in die Nähe der niederländischen Grenze ragte. Sie war tatsächlich nur etwa 160 km lang. Die drei weiteren Rennen waren die Lang-Triathlon-Europameisterschaft (2,5-110-30), der Cup de Cologne mit der NRW-Landesmeisterschaft (0,7-50-15) sowie der Kurz-Triathlon (0,35-35-8).
Aufgrund der mit etwa 15 °C sehr niedrigen Wassertemperatur mussten die Schwimmstrecken für die beiden langen Rennen auf 2,5 und 1,5 km deutlich verkürzt werden. Spezielle Kälteschutzanzüge aus Chloropren-Kautschuk für Triathleten gab es damals noch nicht.
Europameister bei den Männern wurden der Finne Risto Hietanoro auf der Ultra-Distanz sowie Dirk Aschmoneit aus Neumünster auf der Langdistanz. Die Damenwertung des Cup de Cologne-Triathlon gewann die US-Amerikanerin Julie Moss, die eine Woche zuvor beim Triathlon de Nice (inoffizielle Profi-Langstrecken-Weltmeisterschaft über 4 km Schwimmen, 120 km Radfahren und 30 km Laufen in Nizza) hinter ihrer Landsfrau Colleen Cannon Zweite geworden war. Nonstop Köln-Vorsitzender W. H. Reichel hatte Julie Moss (ab 1989 zusammen mit ihrem späteren Ehemann Mark Allen Ehrenmitglieder des Nonstop Köln) noch in Nizza nach Köln eingeladen und zur Teilnahme am Cup de Cologne motiviert.
1985

Ausschreibung 1985

Verschiedene Triathlon-Wettkämpfe kamen im Rahmen der „Internationalen Triathlon-Spiele“ vom 7. bis 8. September zur Austragung. Der 1. Internationale Ultra-Triathlon um den Deutschland-Cup (3,8 km Schwimmen, 180 km Radfahren und 42,195 km Laufen), der Große Preis von Nordrhein-Westfalen (1,5-75-21,1), der Cup de Cologne mit NRW-Landesmeisterschaft (0,7-50-5) sowie ein Volks- und Jedermann-Triathlon (0,35-35-8).

Veranstalter war das Organisationskomitee für internationale Triathlon-Großveranstaltungen und SC Triathlon Koblenz mit seinen Mitgliedern Günter Kissler und Peter Wolny.
1986

Ein offizieller Triathlonwettkampf fand im Sommer des Jahres im nördlichsten Kölner Stadtteil Worringen statt. Als Organisationsleiter trat zum letzten Mal Günter Kissler auf. Geschwommen wurde im 25 m-Becken des städtischen Hallenbades.
Die Laufstrecke führte durch das Worringer Bruch.
1989

Allgäu-Triathlon-Gewinner Gordon Nowak vom DSW Nike Darmstadt und Sonja Mero von Nonstop Köln waren die Gewinner der NRW-Landesmeisterschaften. Diese wurden am 6. August über die Mitteldistanz (2-78-21) ausgerichtet.
Veranstalter war der drei Jahre zuvor gegründete Triathlon-Verband Nordrhein-Westfalen (TVNRW).

Ausschreibung 1990

Radstrecke 1990

1990 

Am 28. und 29. Juli richteten die NRW-Vereine LLG Nordpark Köln, die SG EC/Bayer Worringen, der Post SV Köln sowie der SV Triathlon Bergisch Gladbach die westdeutschen Meisterschaften über die Mitteldistanz (2 km Schwimmen, 80 km Radfahren und 21 km Laufen) aus. Weitere Wettkämpfe im Rahmen der Veranstaltung waren der Kronen-Triathlon um den großen Preis von Westdeutschland (1 km Schwimmen, 36 km Radfahren und 10,5 km Laufen) sowie die 3. Kölner Stadtmeisterschaft und ein Jedermann-Triathlon (0,5-18-5,25). Als Veranstalter operierten Michael Fieberg vom Landesverband TVNRW mit Sitz in Bergisch Gladbach sowie Wolfram Kastorp als Gesamtverantwortlicher der Organisation. Überschattet wurde die Veranstaltung von einem Schwelbrand in dessen Geschäftsräumen, welcher in der Nacht zum 29. Juli entfachte.

Westdeutsche Meister wurden der für den PV Triathlon Witten angetretene DDR-Triathlet Thomas Rungenhagen und Titelverteidigerin Sonja Mero vom TSV Solingen-Aufderhöhe. Die Radstrecke der Mitteldistanz führte fast nur noch durch das nördliche Kölner Stadtgebiet mit Ausnahme kurzer Abschnitte innerhalb südlicher Gebiete von Dormagen, das zum Kreis Neuss gehört.
1991

Die 3. Westdeutsche Meisterschaft über die Mitteldistanz fand am 3. August statt, bei den Männern siegte der Kerpener Olaf Sabatschus. Der Veranstalter hieß wiederum TVNRW unter seinem Geschäftsführer Michael Fieberg. Co-Ausrichter waren die Vereine LLG Nordpark 80 Köln, der Post SV Köln sowie der Katastrophenschutz der Deutschen Bundespost. Die restlichen Wettkämpfe entsprachen denen des Vorjahres, die Qualität der Radstrecke litt dagegen unter einer Verkürzung der Rundenlänge von 40 auf nur noch 18 km. Um mehr Zuschauer anzulocken, verpflichtete der Veranstalter prominente Sportgrößen der 1980er Jahre. So nahmen unter anderen Ex-Fußballer wie Tony Woodcock und Herbert Zimmermann sowie Zehnkämpfer Siggi Wentz beim Jedermann-Triathlon teil.
1992

Plakat DM 1992

Höhepunkt des Jahres 1992 waren die deutschen Meisterschaften über die Kurzdistanz (1,5 km Schwimmen, 39 km Radfahren und 10,5 km Laufen). Die Ausrichtung hatte die DTU als Dachverband und Veranstalter an den TVNRW vergeben, welcher diese am 16. August mit einigen Triathlon-Vereinen des Landes sowie der Freiwilligen Feuerwehr Köln umsetzte. Zum ersten Mal wurde die Radstrecke, die vornehmlich über die Alte Römerstraße parallel zum Rhein führte für den Individualverkehr voll gesperrt.

Da die Rundenlänge des Vorjahres entgegen der anzuwenden sportlichen Regelwerke etwas zu kurz war, musste unter anderem ein Parkplatz der nahen Fordwerke mit einbezogen werden. Das Windschattenfahren war beim Hauptrennen mit Athleten wie Jürgen Zäck, Dirk Aschmoneit, Wolfgang Dittrich und Stephan Vuckovic im Gegensatz zu später folgenden Meisterschaften noch verboten. Der Badener Thomas Hellriegel vom TV Bretten und Franziska Lilienfein aus Kulmbach gewannen die Titel. Daneben wurden die Titelträger der Jugend und Junioren sowie die der Senioren gesucht. Einziger Wettkampf ohne Qualifikationshürden blieben die Kölner Stadtmeisterschaften über die Jedermann-Distanz, die am selben Tag ausgetragen wurden.
1993–1995

Nach der WTV-Pause im Jahr 1993 fanden in den beiden folgenden Jahren 94 und 95 gleich zwei unabhängige Veranstaltungen statt. Zum einen die vom TVNRW: Am 12. Juni 1994 mit Ralf Eggert und Sonja Krolik auf den obersten Podestplätzen sowie am 30. Juli 1995, letztere als geschlossene Veranstaltung nur für in der NRW-Liga startende Vereinsmannschaften. Der Aufwand gegenüber 1992 war nochmals stark verringert worden. Die Radstrecke führte nur noch auf einer insgesamt etwa 4,5 km langen Wendepunktstrecke über die Anbindung zur Ruderinsel sowie auf einer anliegenden, vierspurigen Industriestraße. Diese wurde vom Veranstalter aufgrund der Vollsperrung als Stadtautobahn beworben. Am Start war jeweils auch Mark Allen, der amtierende Rekord-Sieger des Ironman Hawaii.

Die zweite Veranstaltung der Jahre 1993, 1994 und 1995 fand auf annähernd denselben Strecken im September statt. Der Triathlon Nonstop Köln e. V. sowie die Firma Non Plus Ultra seines Vorsitzenden Wilfried Reichel richteten da die 6. (1993), 7. (1994) und 8. (1995) Kölner Stadtmeisterschaften über die mittlerweile offiziell „olympische Distanz“ genannte Kurzstrecke (1,5 km Schwimmen, 40 km Radfahren und 10 km Laufen) aus. Auf seiner Vollversammlung des Jahres 1994 hatte das IOC über den Beitritt der Sportart Triathlon zu den olympischen Sportarten entschieden. Es sollte seine Premiere bei den Spielen in Sydney des Jahres 2000 erleben. Über eine Volks- und Sprintdistanz (0,5-20-5) kam jeweilig die Offene Kölner Feuerwehrmeisterschaft zur Austragung.
1996

Ausschreibung 1996

In diesem Jahr präsentierte sich die Veranstaltung zum ersten Mal unter dem Namen „Köln-Triathlon“. Nachdem sich der 1. Kölner Triathlon-Club Nonstop e. V. als Ausrichter und sein Veranstaltungspartner „Non Plus Ultra“ zurückgezogen hatten, trat nun wieder der nordrhein-westfälische Landesverband alleine auf. Dieser war zwischenzeitlich zum Argwohn der DTU und einiger Landesverbände in Westdeutscher Triathlon-Verband (WTV) umbenannt worden. Hauptwettkampf waren erneut die westdeutschen Meisterschaften, jetzt jedoch über die Kurzdistanz (1,5 km Schwimmen, 38,5 km Radfahren und 9 km Laufen) gefolgt von den Stadtmeisterschaften und den 3. Kölner Feuerwehrmeisterschaften über die Volksdistanz (0,5-22-4,5). Wettkampftag war der 30. Juni, die Radstrecke der beiden Vorjahre wurde im Wesentlichen beibehalten. Einziger ausrichtender Triathlon-Verein neben dem WTV war nunmehr der Post SV Köln zusammen mit städtischen Feuerwehreinrichtungen und dem Technischen Hilfswerk Köln. Die Organisationsleitung hatte Klaus Mallorny inne.

Westdeutscher Meister wurde Ingo Sabatschus der für Germania Leer startete. Die Damenwertung gewann Silke Hamacher vom PV Triathlon Witten.
1997/98

In den beiden Jahren darauf blieben die wesentlichen Inhalte sowie die veranstaltenden Protagonisten des Vorjahres erhalten, ebenso die Wettkampfstrecken. Beide Veranstaltungen fanden jeweils Mitte Juni als Teil der ab dem Jahr 1992 installierten Triathlonliga in Nordrhein-Westfalen statt, die über mehrere Jahre von der Kronen-Brauerei Dortmund finanziell unterstützt wurde.

Im zweiten Jahr wurden die westdeutschen Meisterschaften nicht mehr in Köln ausgetragen, die Tradition der Kölner Stadtmeisterschaftsrennen sowie die der Feuerwehrmeisterschaften konnte jedoch fortgesetzt werden. Nachdem im Jahr 1997 noch ein klassischer Einzeltriathlon über die Kurzdistanz der Hauptwettkampf war, wurde dieser ein Jahr später durch ein geschlossenes Mannschaftsrennen (1-27-6,75) ersetzt.
1999

Mitte des Jahres wurde der WTV im Rahmen einer außerordentlichen Sitzung der Landesverbände in Fritzlar aus der DTU ausgeschlossen. Grund waren Zahlungsforderungen des Dachverbandes aufgrund angeblicher finanzieller Unregelmäßigkeiten. Wegen der im Juni in Köln stattfindenden Treffen des Europäischen Rates und des Weltwirtschaftsgipfels (G8) hatte der WTV ohnehin keine eigene Triathlon-Veranstaltung am Fühlinger See geplant.

Als Grund wurden mangelnde Ressourcen der in die Organisation eingebundenen Kölner Behörden angegeben. Im Spätsommer löste sich der WTV schließlich auf. In die Lücke trat ein neuer Landesverband mit dem Namen NRWTV, der sich kurz zuvor konstituiert hatte. Hingegen plante die BSG der Stadtverwaltung Köln für Ende August ein Ausdauerwochenende inklusive eines Volkstriathlons am Fühlinger See und hatte dazu die Privatfirma M&F Sportevent GmbH mit der Gesamtleitung beauftragt. Das Unternehmen gehörte den beiden Ausrichtern der Vorjahre. Aufgrund deren zwischenzeitlicher Insolvenz musste die Veranstaltung letztendlich abgesagt werden.

### Neubeginn ab 2001
Nachdem Aufwand und Bedeutung des Köln-Triathlons im Laufe der 1990er Jahre sukzessiv abgenommen hatten, begann ab dem Jahr 2001 und der Rückkehr in den Veranstaltungskalender der schrittweise Ausbau.
2001–2003

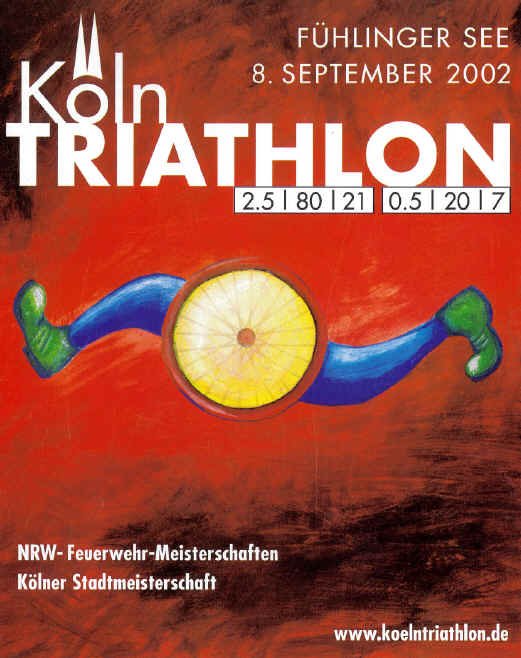
Ausschreibung 2002

Die Veranstaltungsleitung lag in diesen drei Jahren beim Pulheimer SC. Zum Wettkampfangebot zählten wieder eine Mitteldistanz (2,5 km Schwimmen, 80 km Radfahren und 20 km Laufen) sowie eine Volksdistanz (0,5-20-7, später 0,7-30-7). Zur Austragung kam im Jahr 2001 auch die 1. Deutsche Feuerwehrmeisterschaft, gefolgt von den NRW-Feuerwehrmeisterschaften in den beiden Folgejahren sowie der Kölner Stadtmeisterschaft. Die Veranstaltungstage lagen immer Anfang September, es gingen jeweils rund 800 Athleten an den Start. Die Radrunde entsprach mit einer Länge von 18, später 16 km wieder dem alten Verlauf der Jahre 1991 und 1992. Deutscher Feuerwehrmeister (Volksdistanz) wurde Karsten Fischer von der BF Kassel
2005/06

Ab dem Jahr 2005 übernahm der kommerzielle Ausrichter Jeschke & Friends die Veranstaltungs- und Organisationsleitung vom Pulheimer SC. Das Konzept entsprach dem der Vorjahre, jedoch konnte für 2006 die befahrene und abgesperrte Radrunde von 16 auf 25 km verlängert werden. 2005 fanden die Wettkämpfe am 31. Juli, 2006 wieder Anfang September statt. In die Organisation und Durchführung beider Veranstaltungen waren die Vereine ASV Köln sowie weiterhin der Pulheimer SC eingebunden. Erneut wurden NRW-Landesmeisterschaften der Feuerwehren ausgetragen.
2007/08

Die Veranstaltung wurde in den beiden Jahren auf wieder zwei Wettkampftage ausgedehnt. Dies war notwendig geworden, da das Programm um eine Langdistanz (3,8 km Schwimmen, 180 km Radfahren und 42,195 km Laufen) erweitert wurde. Dieses Cologne226 (226 km als Addition der Gesamtstreckenkilometer) genannte Rennen kam jeweils als NRW-Meisterschaft zur Austragung. Die Teilnehmerzahlen stiegen deutlich in den vierstelligen Bereich. Folglich musste die Radstrecke erneut verlängert werden und verlief für die Lang- und die Mitteldistanz CologneClassic auf einer komplett auf Kölner Stadtgebiet liegenden 45 km-Runde. Wohingegen Schwimmstart und Wechselzone weiterhin an und auf der Ruderinsel im Fühlinger See verblieben, wurde der Zieleinlauf in die Kölner Innenstadt verlegt. Dieses befand sich im Jahr 2007 im Rheinauhafen und im Jahr 2008 am rechtsrheinischen Rheinufer in Deutz. Dazu verliefen die letzten etwa 15 km der Laufstrecke vom Fühlinger See ausgehend durch die nördlichen Stadtteile Seeberg, Niehl und Riehl in Richtung Altstadt.
2009

Im Rahmen des Cologne Triathlon Weekends, wie die Veranstaltung mittlerweile genannt wird und das am 5. und 6. September stattfand, wurde das Wettkampfprogramm um einen Schüler-Triathlon sowie einen Quadrathlon erweitert. Alle Athleten schwammen erneut im Fühlinger See, jedoch wurden die Wechsel vom Rad zum Laufen für den Cologne 226 sowie der Mitteldistanz Cologne 226 Half in einer zweiten Wechselzone in Deutz abgewickelt. Die Radstrecken wurden dazu wiederum angepasst. Ein neues rund 17 km langes Teilstück der für den Individualverkehr gesperrten Strecke, führte nun ausgehend vom bislang südlichsten Punkt bei den Kölner Fordwerken Richtung Stadtzentrum auch über die Rheinuferstraße und Rheinufertunnel unter der Altstadt und schließlich über die Deutzer Brücke zum Gebäude des LVR. Dort war auch das Ziel beider Rennen. Die Laufstrecken führten rechtsrheinisch nach Süden in Richtung Poller Wiesen und zurück.
2010

Wegen einer Großbaustelle in Deutz mussten die zweite Wechselzone sowie das Ziel auf die linke Rheinseite verlegt werden. Als weiterer klassischer Triathlon-Wettkampf wurde eine olympische Distanz (1,5 km Schwimmen, 40 km Radfahren und 10 km Laufen) unter der Bezeichnung CologneOlympic ins Programm des 4. und 5. September aufgenommen. Die Wettkampfstrecken blieben im Großen und Ganzen so wie im Vorjahr. Die Laufstrecken begannen jetzt an der Rheinuferstraße südlich der Deutzer Brücke und das Ziel lag vor dem Reiterdenkmal am Rande des Heumarkt. Im Jahr 2011 gingen 4200 Starter auf den sieben verschiedenen Distanzen an den Start.
2011

Im Rahmen des Cologne226 wurden erstmals die deutschen Meisterschaften über die Langdistanz in Köln ausgetragen, nachdem die Challenge Roth zuletzt acht Jahre lang den Rahmen geboten hatte. Deutsche Meister wurden Georg Potrebitsch aus Gladbeck sowie Diana Riesler aus Merseburg. Durch die Verlegung des Kinder-Triathlons auf den Freitagnachmittag wurde die gesamte Veranstaltung auf drei Tage ausgedehnt. Die Laufrunde für die Lang- und Mitteldistanz führte diesmal über die Hohenzollernbrücke, dann im weiteren Verlauf nach Niehl und über die Deutzer Brücke zurück. Das Ziel befand sich wieder am Deutzer Rheinufer.
2014

2014 wurde mit dem „Cologne Hawaii-Special“ eine neue Distanz mit einer deutlich kürzeren Laufstrecke eingeführt: 3,8 km Schwimmen, 180 km Radfahren und 14 km Laufen
2015

Till Schramm konnte bei seinem „Heimrennen“ die Langdistanz gewinnen und bei den Frauen siegte die Tschechin Lenka Kralová. Die Titel auf der Mitteldistanz gingen an Tine Deckers und Martijn Dekker.
2018

2018 waren beim Cologne Triathlon Weekend 3026 Athleten am Start.
2019

Am Vortag der Wettkämpfe mit insgesamt sieben unterschiedlichen Distanzen, die für den 31. August und den 1. September 2019 ausgeschrieben und geplant waren, musste die Veranstaltung vom Ausrichter abgesagt werden.
Als wesentlichen Grund nannte Jeschke & Friends die nicht vorliegende Genehmigung der Stadt Köln für das Schwimmen. Das geforderte Rettungspersonal in Form von Tauchern konnte nicht bis zum Ablauf einer Frist, die am Mittag des 30. August endete, bestätigt werden. Das Angebot der zuständigen Behörden, anstelle dessen auf Duathlonrennen auszuweichen, verwarf der Veranstalter nach kurzer Zeit.

### Neubeginn ab 2020
Nach der Absage des Köln Triathlons im Jahr 2019 haben die Kölner Triathlonverein ASV Köln, Kölner Triathlon-Team und TriCologne eine Neuauflage unter dem Namen Köln City Triathlon zusammen mit der Köln Marathon Veranstaltungs- und Werbe GmbH, welche Ausrichter des Köln Marathon ist, initiiert. Die Strecken wurden auf die Sprintdistanz (Einzel und Staffel), die olympische Distanz sowie die Mitteldistanz reduziert. Der Köln City Triathlon und die genannten Distanzen wurden von dem Nordrhein-Westfälischer Triathlon-Verband unter der Genehmigungsnummer 10-20-01-03473 genehmigt.

## Ergebnisse

### Cologne Smart (Sprintdistanz)
700 m Schwimmen, 24 km Radfahren und 7 km Laufen
| Datum/Jahr   | Männer          | Männer        | Männer             | Frauen         | Frauen        | Frauen          |
| Datum/Jahr   | Erster Platz    | Zweiter Platz | Dritter Platz      | Erster Platz   | Zweiter Platz | Dritter Platz   |
| ------------ | --------------- | ------------- | ------------------ | -------------- | ------------- | --------------- |
| 1. Sep. 2007 | Eike Pupkes -2- | Patrick Lange | Maximilian Longrée | Daniela Kösler | Anja Majno    | Mareike Kessler |
| 2006         | Eike Pupkes     |               |                    |                |               |                 |

### Cologne Olympic (Kurzdistanz)
| Datum/Jahr         | Männer             | Männer        | Männer        | Frauen                   | Frauen        | Frauen        |
| Datum/Jahr         | Erster Platz       | Zweiter Platz | Dritter Platz | Erster Platz             | Zweiter Platz | Dritter Platz |
| ------------------ | ------------------ | ------------- | ------------- | ------------------------ | ------------- | ------------- |
| 31. Aug. 2019      | (abgesagt)         | (abgesagt)    | (abgesagt)    | (abgesagt)               | (abgesagt)    | (abgesagt)    |
| 1. Sep. 2018       | Florian Hochuli    | Markus Polka  | Jens Roegiers | Eva Estler               | Henrike Güber | Laura Chacon  |
| 3. Sep. 2017       | Paul Schmiejka     |               |               | Judith Wirth             |               |               |
| 6. Sep. 2015       | Marek Jaskolka -2- |               |               | Pia Wiltgen              |               |               |
| 6. Sep. 2014       | Felix Litters      |               |               | Franziska Noriega        |               |               |
| 30. Aug. 2013      | David Wetzel       |               |               | Hanneke Boon             |               |               |
| 2. Okt. 2012       | Marek Jaskolka     |               |               | Annette Jaffke           |               |               |
| 4. Sep. 2011       | Patrick Dirksmeier |               |               | Anna-Lena Pohl           |               |               |
| 5. Sep. 2010       | Andreas Strelzyk   |               |               | Heidi-Annemarie Schwartz |               |               |
| 16. Aug. 1992 (DM) |                    |               |               | Franziska Lilienfein     |               |               |
| 1984               |                    |               |               | Julie Moss               |               |               |

### Cologne Classic (Cologne 226 Half, Mitteldistanz)
| Datum/Jahr    | Männer               | Männer             | Männer               | Frauen                     | Frauen                | Frauen                |
| Datum/Jahr    | Erster Platz         | Zweiter Platz      | Dritter Platz        | Erster Platz               | Zweiter Platz         | Dritter Platz         |
| ------------- | -------------------- | ------------------ | -------------------- | -------------------------- | --------------------- | --------------------- |
| 2024          | Bence Lehmann        | Franz Löschke      | Nils Huckschlag      | Daniela Kleiser            | Anastacia Nielsen     | Carolin Meyer         |
| 2023          | Marc Eggeling        | Robbie Deckard     | Chris Dels           | Carolin Meyer              | Katharina Grohmann    | Julia Skala           |
| 2022          | Tobias Drachler      | Maximilian Rohde   | Julian Großkopf      | Julia Skala                | Katharina Grohmann    | Michaela Melsa        |
| 1. Sep. 2019  | (abgesagt)           | (abgesagt)         | (abgesagt)           | (abgesagt)                 | (abgesagt)            | (abgesagt)            |
| 2. Sep. 2018  | Luca Heerdt          | Marc Eggeling      | Alexander Schilling  | Mareen Hufe -2-            | Lara Belke            | Anna Mersmann         |
| 3. Sep. 2017  | Julian Fritzenschaft | Duy Thien Do       | Daniel Mehring       | Mareen Hufe                | Simone Hofmann        | Luisa Moroff          |
| 4. Sep. 2016  | Patrick Dirksmeier   | Łukasz Wójt        | Tobias Drachler      | Sandra Wassink-Hitzert -2- | Katharina Grohmann    | Simone Hofmann        |
| 6. Sep. 2015  | Martijn Dekker       | Patrick Dirksmeier | Johann Ackermann     | Tine Deckers -2-           | Camilla Lindholm Borg | Mareen Hufe           |
| 6. Sep. 2014  | Marek Jaskolka       | Bas Diederen       | Martijn Dekker       | Tine Deckers               | Eva Kennis            | Grada Boschker        |
| 30. Aug. 2013 | Sven Sundberg        | Johann Ackermann   | Eddy Lamers          | Sandra Wassink-Hitzert     | Kathrin Walther       | Judith Mess           |
| 2. Sep. 2012  | Per Bittner          | Geert Janssens     | Clemens Coenen       | Tanja Erath                | Vanessa Bartsch       | Anke Schmitz-Elvenich |
| 4. Sep. 2011  | Andreas Raelert -3-  | Per Bittner        | Andreas Dreitz       | Beate Görtz                | Mareen Hufe           | Nicole Best           |
| 5. Sep. 2010  | Andreas Raelert -2-  | Clemens Coenen     | Per Bittner          | Virginia Berasategui       | Silvia Felt           | Nicole Woysch         |
| 2009          | Andreas Raelert      | Christian Prochnow | Esben Hougaard       | Andrea Steinbecher -2-     |                       | Christine Waitz       |
| 2008          | Christian Weimer     | Christian Ritter   | Daniel Blankenfuland | Isa Roth                   | Jennifer Lehmler      | Nadine Baks           |
| 2007          | Craig Cunningham     | Swen Sudberg       | Normen Stüwe         | Wenke Kujala               | Andrea Brede          | Ruth Pohlmann         |
| 2006          | Lothar Leder         |                    |                      | Katja Rabe                 |                       |                       |
| 2005          | Ingo Sabatschus -2-  |                    |                      | Andrea Brede               |                       |                       |
| 2003          | Olaf Sabatschus -3-  |                    |                      | Ute Mückel -2-             |                       |                       |
| 2002          | Steffen Liebetrau    |                    |                      | Ute Mückel                 |                       |                       |
| 2001          | Olaf Sabatschus -2-  |                    |                      | Daniela Preukschat         |                       |                       |
| 1996          | Olaf Sabatschus      |                    |                      | Silke Hamacher             |                       |                       |
| 1991          | Ingo Sabatschus      |                    |                      |                            |                       |                       |

### Langdistanz (Cologne 226)
| Datum/Jahr    | Männer                 | Männer          | Männer        | Frauen                     | Frauen               | Frauen             |
| Datum/Jahr    | Erster Platz           | Zweiter Platz   | Dritter Platz | Erster Platz               | Zweiter Platz        | Dritter Platz      |
| ------------- | ---------------------- | --------------- | ------------- | -------------------------- | -------------------- | ------------------ |
| 1. Sep. 2019  | (abgesagt)             | (abgesagt)      | (abgesagt)    | (abgesagt)                 | (abgesagt)           | (abgesagt)         |
| 2. Sep. 2018  | Stefan Eichheimer      | Nelis Pex       | Thomas Naasz  | Bianca Grosse              | Stefanie Schwaninger | Deborah Van Gossum |
| 3. Sep. 2017  | Peter Keriv            |                 |               | Daphne Schuhmachers-Grosch |                      |                    |
| 4. Sep. 2016  | Robert Skazidroga      |                 |               | Celia Kuch                 |                      |                    |
| 6. Sep. 2015  | Till Schramm           |                 |               | Lenka Kralová              |                      |                    |
| 6. Sep. 2014  | Johann Ackermann       |                 |               | Beate Görtz -3-            |                      |                    |
| 30. Aug. 2013 | Christian Nitschke -2- |                 |               | Beate Görtz -2-            |                      |                    |
| 2. Okt. 2012  | Christian Nitschke     |                 |               | Nicole Woysch              |                      |                    |
| 4. Sep. 2011  | Georg Potrebitsch      |                 |               | Diana Riesler -2-          |                      |                    |
| 5. Sep. 2010  | Joseph Spindler -2-    |                 |               | Diana Riesler              |                      |                    |
| 2009          | Joseph Spindler        |                 |               | Beate Görtz                |                      |                    |
| 2008          | Olaf Sabatschus        |                 |               | Almuth Grüber              |                      |                    |
| 2007          | Steffen Liebetrau      | Claudius Pyrlik | Markus Kriege | Silke Hinrichs             | Elena Wagner         | Katharina von Koch |
| 1984          | Dirk Aschmoneit        |                 |               |                            |                      |                    |

### Cologne Hawaii-Special
3,8 km Schwimmen, 180 km Radfahren und 14 km Laufen
| Datum/Jahr   | Männer            | Männer        | Männer            | Frauen           | Frauen        | Frauen           |
| Datum/Jahr   | Erster Platz      | Zweiter Platz | Dritter Platz     | Erster Platz     | Zweiter Platz | Dritter Platz    |
| ------------ | ----------------- | ------------- | ----------------- | ---------------- | ------------- | ---------------- |
| 1. Sep. 2019 | (abgesagt)        | (abgesagt)    | (abgesagt)        | (abgesagt)       | (abgesagt)    | (abgesagt)       |
| 2. Sep. 2018 | Thomas Bosch      | Tim Fievez    | Patrick Quellmalz | Birgit Metzler   | Sabine Schön  | Christina Paulus |
| 3. Sep. 2017 | Stefan Eichheimer |               |                   | Steffi Steinberg |               |                  |
| 4. Sep. 2016 | Till Schramm      |               |                   | Mareen Hufe      |               |                  |
| 6. Sep. 2014 | Michael Heßling   |               |                   | Tine Holst       |               |                  |

## Andere Ausdauerkombinationen
Im November 1990 sowie jeweils im Frühjahr der Jahre 1991 bis 1993 und 1996 fanden Duathlon-Veranstaltungen am Fühlinger See statt, wechselseitig ausgerichtet von Nonstop Köln/Non Plus Ultra und dem TVNRW bzw. WTV. Von 1996 bis 1998 veranstaltete die BSG Stadt Köln drei Ambathlon-Veranstaltungen mit verschiedenen kombinierten Schwimm- und Laufdistanzen inklusive Wertungen für Kölner Stadtmeisterschaften. Seit 2008 wird auf der Ruderinsel eine Swim & Run-Veranstaltung von Jeschke & Friends organisiert.